# Edward John Smith

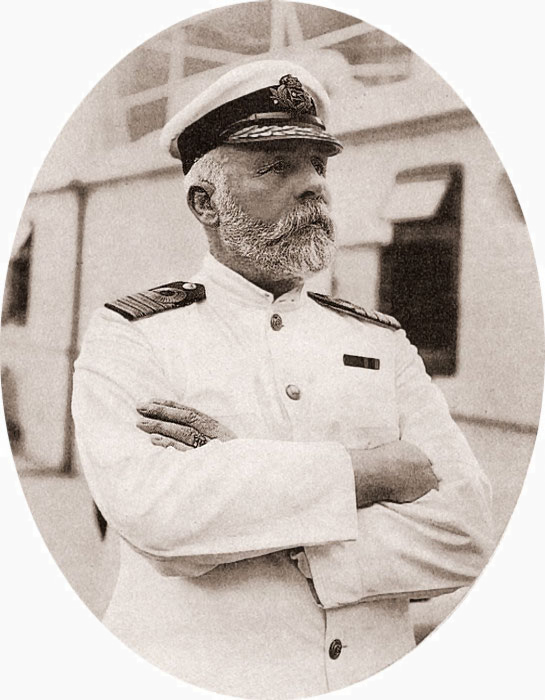
Edward John Smith

El capità Edward John Smith (Hanley (Staffordshire), 27 de gener de 1850 - mort el 15 d'abril de 1912) va ser un marí mercant anglès, famós per ésser el capità més prestigiós de la White Star Line i ser el primer i últim capità de l'RMS Titanic.